# Magna res est vocis et silentii tempora nosse
Мagna res est vocis et silentii tempora nosse (лат. изговор: магна рес ест воцис ет силенциис темпора носе). Велика је ствар знати право вријеме говора и ћутања.(Сенека)

## Поријекло изреке
Ову изреку је изрекао почетком нове ере познати римски књижевник и филозоф Сенека.

## Тумачење
Умијеће је знати када треба ћутати, а када говорити. Та мјера, значи разумијети. Онај ко говори када не треба, значи да није разумио ни оно о чему се говори, нити шта друго.